# 寺沢恒信
寺沢 恒信（てらさわ つねのぶ、1919年1月3日 - 1998年1月4日）は、日本の哲学者。東京都立大学 (1949-2011)名誉教授。

## 略歴
愛知県出身。1942年東京帝国大学文学部哲学科卒、同大学院修了。東京都立大学 (1949-2011)助教授、教授、83年定年退官、名誉教授となり、東京電機大学教授を務めた。日本学術会議会員。マルクス思想を研究した。門下に牧野紀之、許萬元がいる。

## 著書
- 『認識論史』 (現代哲学全書) 青木書店 1956
- 『弁証法的論理学試論』大月書店 1957
- 『サルトルとカミュ 自由と革命』弘文堂 1959
- 『空想から科学へ 原典解説』 (マルクス=レーニン主義入門叢書) 青木書店 1965
- 『高校倫理・社会の教科書批判』 (教育問題新書) 明治図書出版 1965
- 『労働者階級の哲学』 (労旬新書)労働旬報社 1968
- 『形式論理学要説』清水弘文堂書房 1968
- 『意識論』大月書店 1984

### 共編著
- 『世界十五大哲学 哲学思想史』大井正共著. 富士書店 1962 PHP文庫 2014
- 『唯物論の学習』編著. 河出書房新社 1963

### 翻訳
- レーニン『唯物論と経験批判論』(国民文庫) 国民文庫社 1953-55
- エンゲルス『空想から科学への社会主義の発展 他三篇』山本二三丸共訳 (国民文庫） 1953
- エンゲルス『自然弁証法 第2冊』菅原仰共訳(国民文庫) 国民文庫社 1954
- エンゲルス『反デューリング論 第1冊』村田陽一共訳 (国民文庫) 国民文庫社 1955
- エム・エム・ローゼンターリ, ゲ・エム・シトラックス編『カテゴリー論』林礼二, 野中昌夫共訳 (唯物論叢書) 青木書店 1958
- ソビエト科学アカデミー哲学研究所編『世界哲学史』全11冊 出隆, 川内唯彦共監訳. 商工出版社・東京図書 1958-64
- ソ連邦科学院哲学研究所『哲学教程』全4冊 森宏一共訳(合同新書) 合同出版社 1959
- ルビンシュテイン『存在と意識』 (唯物論叢書) 青木書店 1960-61
- ヘーゲル『大論理学』全3巻 以文社 1977-99
- エンゲルス『空想から科学へ』村田陽一共訳 (大月センチュリーズ) 大月書店 1983